# 15. Luftwaffen-Felddivision
Die 15. Luftwaffen-Felddivision war ein militärischer Verband der Wehrmacht während des Zweiten Weltkrieges. Sie wurde im November 1942 aus überschüssigem Personal der Luftwaffe in Südrussland aufgestellt und kam von Januar bis Oktober 1943 an der deutsch-sowjetischen Front zum Einsatz. Nachdem sie während der Kämpfe in der westlichen Ukraine erhebliche Verluste erlitten hatte, wurde die Division im Herbst 1943 schließlich aufgelöst.

## Geschichte

### Hintergrund
Bereits im Winter 1941/42 hatte die Luftwaffe Erdkampfverbände aufstellen müssen, um die Ostfront während der Gegenoffensiven der Roten Armee zu stützen. Am 12. September 1942 befahl Adolf Hitler der Luftwaffe die Abgabe von Personal zur Aufstellung zusätzlicher Erdkampfverbände. Diese sollten in mehrere Luftwaffen-Felddivisionen organisiert werden und weiterhin der Luftwaffe unterstellt bleiben. Die Aufstellung der neuen Divisionen erfolgte schließlich ab dem 15. Oktober 1942 aus überzähligen und entbehrlichen Personal der Fliegertruppen. Die Offiziere konnten sich freiwillig melden, während die Unteroffiziere und Mannschaftssoldaten einfach zu den Erdkampfverbänden versetzt wurden.

## Luftwaffen-Felddivision Ost

### Der Auffangverband

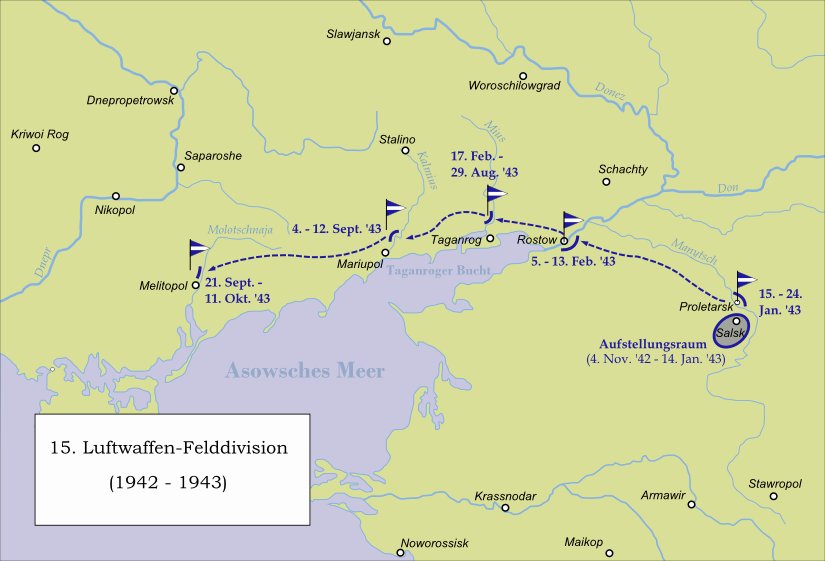
Weg der 15. Luftwaffen-Felddivision 1942/43 vom Aufstellungsraum bis zum Ort der Auflösung.

Als einige der ersten Divisionen dieses neuen Typs kamen im Rahmen der Armeeabteilung Hollidt in Südrussland die 7. und 8. Luftwaffen-Felddivision zum Einsatz. Diese erlitten bald darauf schwere Verluste. Um die Reste dieser Verbände aufzufangen, wurde ab dem 4. November 1942 mit der Aufstellung einer zunächst nicht näher spezifizierten Luftwaffen-Felddivision »Süd-Ost« im Raum Salsk–Jekaterinowka begonnen.

### Die Mannschaften
Die Angehörigen kamen von den Flieger-, Flak-, Luftnachrichten- und Luftwaffen-Bautruppen der Luftflotte 4, zu denen weitere Personalstämme aus der Heimat traten. Das IV. Fliegerkorps sollte für die neue Division Soldaten zur Aufstellung des Luftwaffen-Jägerregiment 29, das VIII. Fliegerkorps für das Luftwaffen-Jägerregiment 30 abgeben. Beide Regimenter umfassten drei Bataillone. Ihr erster Kommandeur, Generalleutnant Alfred Mahncke, wurde bereits im Oktober 1942 von Hermann Göring persönlich ernannt.

## 15. Luftwaffen-Felddivision

### Aufstellung durch Umbenennung
Mit Aufstellungsbefehl vom 20. November 1942 erfolgte die Umbenennung des Verbandes in 15. Luftwaffen-Felddivision.

### Verlegung an die Ostfront
Noch bevor die Aufstellung beendet war und ohne das Eintreffen des Artillerieregiments abzuwarten, wurde die Division zur Abwehr der sowjetischen Großoffensive an die Front verlegt. Am 22. November 1942 wurden Teile des Verbandes erstmals zur Abriegelung örtlicher sowjetischer Einbrüche in die deutsche Frontlinie eingesetzt. In einem Brückenkopf am Manytsch nahe Proletarsk kam der Verband vom 15. bis zum 24. Januar 1943 erstmals im größeren Rahmen zum Einsatz. Im Dezember 1942 war die Division zeitweise für den Entsatzvorstoß zum Kessel von Stalingrad vorgesehen. Da sie jedoch noch in der Aufstellung begriffen war, wurde davon abgesehen und nur wenige ihrer Flak-Verbände wurden für den Entsatzvorstoß herangezogen (→ Unternehmen Wintergewitter). In fast ununterbrochenen Rückzugskämpfen über den Raum Rostow–Nowotscherkassk zog sich die Division bis zum 17. Februar 1943 an den Mius zurück. Trotz großer Verluste bewährte sich die Division in diesen Kämpfen. Am 12. Februar 1943 wurde sie deshalb lobend im Bericht der 4. Panzerarmee erwähnt.

### Reorganisation
Im Frühjahr 1943 blieb es relativ ruhig im Frontabschnitt der Division, sodass sie reorganisiert werden konnte. Jetzt erst kamen die Weihnachtsgeschenke aus der Heimat bei den Soldaten an. Nachdem die Soldaten des Verbandes bereits während der vergangenen Wochen schwere Verluste hatten hinnehmen müssen, folgten in dieser eher ruhigen Auffrischungsphase weitere Abgänge durch psychischen Stress. In einem einzigen Jägerregiment mussten allein sieben Offiziere aus dieser Ursache abgelöst werden.
Die Division hatte Stellung auf den Höhen auf dem westlichen Ufer des Mius beiderseits von Pokrowskoje bezogen. Allerdings mangelte es hier an Material zum Ausbau der Stellungen. Deshalb war der neue Divisionskommandeur Generalleutnant Willibald Spang gezwungen, große Teile seiner Truppen zum Transport von Baumaterialien hinter die Front abzukommandieren. Diese wiederum mussten von weiteren Kräften gegen Überfälle durch Partisanen geschützt werden. Deshalb waren die Linien der Division ausgedünnt, als am 17. Juli 1943 eine neue sowjetische Großoffensive (→ Donez-Mius-Offensive) begann. So musste beispielsweise die 2. Kompanie des Luftwaffen-Jägerregimentes 29 einen 1500 Meter breiten Frontabschnitt mit nur 91 Mann, 13 Maschinengewehren, vier Granatwerfern und einer 20-mm-Fliegerabwehrkanone verteidigen. Allerdings erfolgten im Abschnitt der Division nur Fesselungsangriffe, während die größten Kämpfe sich weiter nördlich abspielten, sodass die Division ihre Stellungen am Mius behaupten konnte.

### Weitere Kämpfe 1943–1944

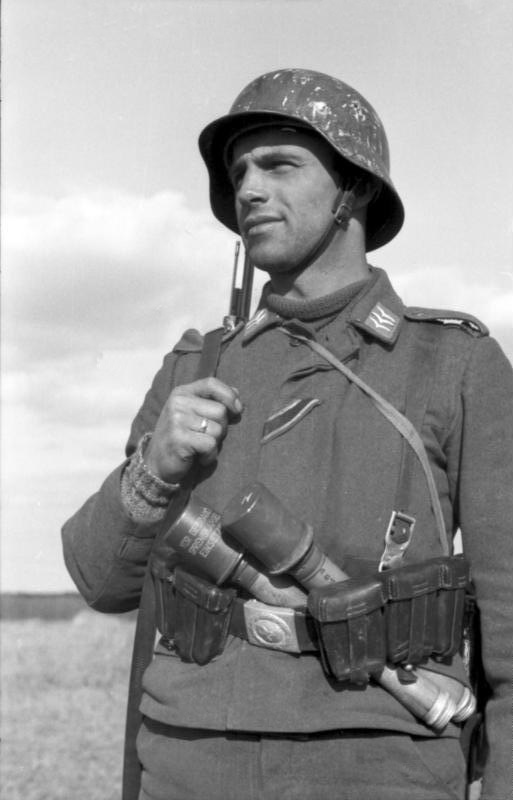
Soldat einer Luftwaffen-Felddivision (1942); er trägt die feldblaue Fliegerbluse mit dem Band des Eisernen Kreuzes. Die Kragenspiegel weisen ihn als Obergefreiten aus.

Am 18. August 1943 begann die sowjetische Südfront mit einer neuen Offensive (→ Donezbecken-Operation) gegen die deutsche 6. Armee. Innerhalb weniger Tage durchbrachen die sowjetischen Truppen die deutschen Linien und bogen anschließend nach Süden zum Asowschen Meer ab. Am 29. August 1943 erreichten sie die Küste und schnitten damit das deutsche XXIX. Armeekorps des Generals Erich Brandenberger ab. Zu diesem Korps gehörten neben der 15. Luftwaffen-Felddivision noch drei weitere Divisionen, die nunmehr von allen Seiten durch überlegene sowjetische Kräfte angegriffen und nördlich Taganrog zusammengedrängt wurden. In äußerst verlustreichen Kämpfen gelang es den deutschen Verbänden, der sogenannten Korpsgruppe Recknagel unter Generalleutnant Hermann Recknagel, am 31. August 1943 den sowjetischen Einschließungsring bei Konkowo zu durchbrechen und sich erst hinter den Jelantschik und anschließend den Kalmius (die sog. „Schildkröten-Stellung“) zurückzuziehen. In dieser Stellung behaupteten sich vom 4. bis zum 12. September 1943 nur noch Reste der Division. So zählte das Luftwaffen-Jägerregiment 30 nur noch 400 von seinen ursprünglich 2600 Soldaten. Bis zum 20. September setzte sich die Division über Temrjuk weiter bis an die Molotschna nördlich von Melitopol (sog. „Wotan-Stellung“) ab. Dort blieb sie bis Mitte Oktober 1943 an der Abwehr sowjetischer Angriffe beteiligt.
Am 20. September 1943 erteilte Hitler die Weisung, dass die verbliebenen Luftwaffen-Felddivisionen bis zum 1. November des Jahres in das Heer überführt werden sollten. Die kaum noch verwendungsfähige 15. Luftwaffen-Felddivision war von dieser Entwicklung jedoch nicht mehr direkt betroffen. Sie wurde am 11. Oktober 1943 aus der Front gezogen und praktisch aufgelöst.

### Verwendung der Reste der Division
Die Reste des Verbandes wurden auf die 5. Luftwaffen-Felddivision, vor allem aber die 336. Infanterie-Division aufgeteilt. Der Stab der Division wurde nach Cherson verlegt und zeitweise noch als 15. Felddivision (L) in den Wehrmacht-Listen geführt.

### Auflösung
Er wurde im Februar 1944 endgültig aufgelöst. Die Feldpostnummern wurden im Juli 1944 gelöscht. Einzig die IV. (Flak-)Abteilung des Artillerieregiments 15 (L) blieb bestehen und wurde in die I. Abteilung des motorisierten Flak-Regiments 46 umgegliedert.

## Daten

### Divisionskommandeure
Die genauen Daten der Ernennungen sind nicht in jedem Fall überliefert:
- Oktober 1942 – Alfred Mahncke
- Dezember 1942 – Heinrich Conrady
- Januar 1943 – Eberhard Dewald
- 14. Januar 1943 – Willibald Spang

### Unterstellte Einheiten
Neben zahlreichen kleineren Einheiten in Kompaniegröße umfasste die Division im Wesentlichen folgende Verbände:
- Luftwaffen-Jäger-Regiment 29 (I.–III. Bataillon)
- Luftwaffen-Jäger-Regiment 30 (I.–III. Bataillon)
- Luftwaffen-Artillerie-Regiment 15 (I.–IV. Abteilung)
- Luftwaffen-Pionierbataillon 15
- Panzerjäger-Abteilung der Luftwaffen-Feld-Division 15
- Kommandeur der Nachschubtruppen der Luftwaffen-Feld-Division 15

### Unterstellungsverhältnisse
| Zeit                     | Korps              | Armee          | Heeresgruppe     | Ort          |
| ------------------------ | ------------------ | -------------- | ---------------- | ------------ |
| Januar 1943              | -                  | 4. Panzerarmee | Heeresgruppe Don | Nordkaukasus |
| Februar 1943             | -                  | 4. Panzerarmee | Heeresgruppe Don | Don          |
| März 1943                | XXIX. Armeekorps   | 6. Armee       | Heeresgruppe Süd | Mius         |
| April bis September 1943 | XXIX. Armeekorps   | 6. Armee       | Heeresgruppe Süd | Mius         |
| Oktober 1943             | XXXXIV. Armeekorps | 6. Armee       | Heeresgruppe A   | Molotschna   |

## Bekannte Divisionsangehörige
- Gebhard Greiling (1910–2008), war von 1967 bis 1968, als Generalarzt der Luftwaffe der Bundeswehr, Leiter der Inspektion Sanitätsdienst der Luftwaffe im Allgemeinen Luftwaffenamt